# Argostemma griseum
Argostemma griseum är en måreväxtart som beskrevs av Theodoric Valeton. Argostemma griseum ingår i släktet Argostemma och familjen måreväxter. Inga underarter finns listade i Catalogue of Life.